# École mégarique
L’École mégarique est une école de philosophie grecque fondée entre les Ve et IVe siècles av. J.-C., qui tire son nom du lieu d'origine de son fondateur, Euclide de Mégare (à ne pas confondre avec Euclide d'Alexandrie). Ses membres se réclament des enseignements de Socrate.

## Histoire

### Fondation
Euclide fonde une école socratique à Mégare dans les années précédant ou suivant la mort de Socrate.
À la suite de la disparition de son maître, Euclide retourne à Mégare ; craignant pour leur vie, plusieurs socratiques, dont Platon, s'y réfugient temporairement. Ce refuge accrédite l'hypothèse d'une école déjà existante et organisée. Avant leur retour à Athènes, les exilés ont d'ailleurs pu être imprégnés des thèses d'Euclide. Müller relève ainsi que « certains veulent que le séjour de Platon ait duré assez longtemps, suffisamment en tout cas pour que sa pensée et notamment ses premiers dialogues en aient été marqués ». Dans son introduction à l'édition parue aux Belles Lettres de l’Hippias Majeur, Maurice Croiset estime que le style du dialogue « semble trahir l'influence récente de Mégare ». Par-delà les effets hypothétiques de ce séjour, Platon reste durablement en contact avec Euclide.

### Organisation
L'organisation de l'école mégarique est méconnue. Elle semble avoir été assez lâche. Par contraste avec l'école platonicienne ou aristotélicienne, elle n'est pas centrée autour d'une institution pérenne comme l'Académie ou le Lycée. La doctrine philosophique des mégariques n'a pas fait l'objet d'une formulation systématique et demeure assez ouverte. Pour autant, Robert Muller récuse certaines conceptions négatives de l'école de Mégare qui, à l'instar du scepticisme, se serait contentée d'une évaluation critique sans aucun apport propre des principales théories philosophiques de son temps. L'attention portée aux enjeux de la dialectique semble avoir débouché sur une authentique théorie logique. 
Au fil des années, Euclide est parvenu à fédérer un cercle de disciples assez large. Il semble avoir formé directement Eubulide de Milet et peut-être Ichthyas. En tout et pour tout, une dizaine de philosophes ont été rattachés à l'école mégarique : Diodore Cronos, Ichthyas, Pasiclès, Thrasymaque de Corinthe, Clinomaque, Eubulide, Stilpon, Apollonios Cronos, Euphante, Bryson d'Achaïe et Alexinos.

### Les successeurs d'Euclide
L'identité du successeur d'Euclide à la tête de l'école n'est pas assurée. Diogène Laërce identifie sans ambiguïté Eubulide de Milet, qui aurait été suivi d'Ichthyas, Clinomaque et Stilpon. Pour la Souda, Ichtyas serait le premier successeur. Ces indications contradictoires n'ont peut-être pas lieu d'être. En raison de son caractère en partie informel, l'école mégarique ne s'est peut-être jamais doté d'un chef, même si certaines personnalités charismatiques (notamment Eubulide et Stilpon) ont pu en assumer le rôle.

### Disparition
L'école mégarique cesse apparemment d'exister après le IIIe siècle av. J.-C. : aucun de ses représentants n'est attesté après cette date. Pour autant l'approche philosophique inaugurée par Euclide n'a pas disparu. Elle a été perpétuée par d'autres traditions intellectuelles. Membre éminent de l'école mégarique, Stilpon comptait notamment Zénon de Citium parmi ses disciples. Le fondateur du stoïcisme s'est ainsi directement inspiré des apports des mégariques pour développer ses propres conceptions.

## Doctrine

### L'école mégarique est-elle socratique?
Euclide est traditionnellement considéré comme un ancien disciple de Parménide qui se serait ultérieurement rapproché de Socrate. Cette interprétation est étayée par une courte indication de Diogène Laërce (« il pratiquait les écrits de Parménide ») et par la proximité, souvent relevée par les sources anciennes, entre la philosophie de Parménide et l'école mégarique. Elle a pourtant été mise en cause par Kurt von Fritz. L'indication de Diogène Laërce n'implique en aucun cas qu'Euclide ait été disciple de Parménide : il l'a certainement étudié, mais cette étude a pu se faire parallèlement à sa formation socratique. Inversement, la plupart des témoignages existants convergent pour souligner l'intensité des liens philosophiques et personnels entre Euclide et Socrate. Les convergences avec la philosophie de Parménide restent toujours possibles. Elles sont d'ailleurs attestées dans l'œuvre d'un autre disciple de Socrate, Platon.

### Logique
L'école mégarique s'occupa surtout de logique et de métaphysique ; dans la logique, elle donna la préférence à la dialectique, ce qui fit donner aux Mégariques le surnom d'éristiques (disputeurs), parce qu'ils faisaient dégénérer en dispute la science du raisonnement. Ils se rattachaient, par la suite, aux Sophistes et aux Éléates. Comme ces derniers, ils repoussaient la certitude des sens, les considérant comme trompeurs, et ne voulant s'en rapporter qu'à la raison. Ce principe logique conduisait nécessairement à la négation du mouvement, du changement, de la pluralité, et à l'affirmation de l'immutabilité. C'est ce que firent les Mégariques, en suivant sur ce point Zénon d'Élée. En outre, l'impossibilité, selon eux, de prédiquer un être d'un autre être conduit à l'affirmation de Parménide : l'être est — « Il n’est plus qu’une voie pour le discours, c’est que l’être est ».
En effet, dire que l'homme est bon et que le pain est bon, c'est prédiquer une même qualité à deux êtres différents ; or, il faut dans ce cas que le bon soit à la fois un (le bon est bon) et multiple (il est à la fois dans ce de quoi il est prédiqué). Seule existe donc l'identité, l'homme est l'homme, le pain est le pain, et de l'être on peut dire seulement qu'il est. Mais si l'être est, il ne peut non plus être prédicat, et en conséquence, en dehors de l'être, il n'y a rien (ni mouvement, ni lieu, etc.). 
Ces raisonnements étaient déjà combattus par Platon (contre Parménide), et Aristote conçut sa logique des prédicats et sa physique pour résoudre ces problèmes. De ce fait, même s'il ne nous reste rien des écrits de ces philosophes, ils ont joué néanmoins un rôle essentiel dans le développement de la logique et de la métaphysique occidentale (cf. Jean Brun, les écoles socratiques.).

### La morale
Nous ne savons pas grand-chose de ces philosophes. En morale, Stilpon semble avoir soutenu l'identité du Bien et de l'Être, et définit ainsi le bien : « Le bien consiste dans l'impassibilité ». Ce qui fut repris par les stoïciens.

## Liste complète des Mégariques
Alexinos, Apollonios Cronos, Bryson d'Achaïe, Clinomaque, Denys de Chalcédoine, Dioclide, Diodore Cronos, Eubulide, Euclide de Mégare, Euphante, Ichthyas, Panthoidés, Pasiclès, Philon de Mégare, Polyxène le Sophiste, Stilpon, Thrasymaque de Corinthe.

### Sources modernes
- (de) Klaus Döring, Die Megariker. Kommentierte Sammlung der Testimonien. Amsterdam, Gruner, 1972 (première collection des fragments et témoignages).
- Nicolaï Hartmann (trad. Jean-Marc Narbonne), « Le concept mégarique et aristotélicien de possibilité : Contribution à l'histoire du problème ontologique de la modalité », Laval théologique et philosophique, vol. 49, no 1,‎ 1993, p. 131-146 (lire en ligne).
- Robert Muller, Les Mégariques. Fragments et témoignages (traduction avec commentaire de l'édition de K. Döring). Paris, Vrin, 1985.
- Robert Muller, Introduction à la pensée des Mégariques. Paris, Vrin, 1988.
- [Muller 2000] Robert Muller, « Euclide de Mégare », dans Richard Goulet (dir.), Dictionnaire des philosophes antiques, t. III, Paris, CNRS éditions, 2000, 272-277 p.